# Музеј Роберта Папија
Музеј Роберта Папија је збирка историје медицине и хируршких инструмената које је сакупио Марио Папи. Основан је,  у историјској палати Галдијери у Салерну, Италија (што музеју даје историјски значај и грандиозност), и чини га занимљивом дестинацијом за туристе који цене архитектуру и историју.
Музеј је посвећен Роберту Папију (сину Марија Папија) који је прерано преминуо и по коме је музеј и добио име.

## Положај
Локација музеја је у улици Тротула де Руђеро, у Салерну, названој  по првој и можда најпознатијој средњовековној лекарки Тортули де Руђеро, што чини посету овом заиста оригиналном музеју едукативном и  сугестивном.

## Историја
Музеј је основан у септембру 2009. године, и повезан је са древном традицијом Медицинског факултета у Салерну, најважније медицинске установе у средњовековној Европи, коју многи сматрају претечом модерних универзитета. 
Музеј Роберта Папија садржи значајну колекцију медицинско-хируршких инструмената. Њих је сакупио Марио Папи, и тиме омогућио да да на једном месту заинтересовани могу упознати историју медицине и развој медицинске опреме (инструмената) кроз векове. 
Колекција медицинско-хируршких инструмената у музеју Роберто Папи датира из периода између 17. и 20. века. Овај широк спектар историјских артефаката чини га једним од најважнијих музеја на свету у погледу количине материјала за научна истраживања у медицини.

## Музејска поставка
Музејска поставка се састоји од колекције медицинско-хируршких инструмената и алата који датирају од 17. до 20. века,изузетно велику  по количини изложеног материјала. Оригиналност поставке лежи у истраживању и пажњи посвећеној детаљима са којом су постављени драгоцени предмети, који припадају готово свим областима медицине као што су :
- офталмологија,
- хирургија,
- ортопедија,
- стоматологија,
- кардиологија,
- пулмологија,
- неурохирургија.

У музеју су изложени и артефакте  фармацеутског прибора и фармацеутски намештај, материјала за анестезију и вакцинацију.
Дуж музејских простора, који се протеже преко два спрата и четрнаест соба, наилази се на изузетно ретке предмете као што су Матјеов сандук са ратног брода из касног осамнаестог века или кутијица за оралну хигијену са златним украсима из периода Царства.
У многим собама су приказане сцене из стварног живота, које посетиоце воде на евокативно путовање кроз време. Међу многим локацијама, налаза се читаве древне медицинске праксе, апотека из шеснаестог века, пољска болница која датира још из Првог светског рата, берберница и вадионица зуба.